# David Wojnarowicz
David Wojnarowicz (ur. 14 września 1954 w Red Bank, zm. 22 lipca 1992 w Nowym Jorku) – amerykański artysta wizualny.

## Życiorys
Urodził się 14 września 1954 r. w Red Bank w stanie New Jersey, w dysfunkcyjnej rodzinie robotniczej. Jego ojciec Ed Wojnarowicz był marynarzem na statku pasażerskim, ale zmagał się z alkoholizmem i uzależnieniem od hazardu, a także stosował słowną i fizyczną przemoc względem żony i dzieci. Do przemocowości ojca Wojnarowicz odniósł się w swoim pisarstwie, a także w filmie You Killed Me First (1985). Matką Wojnarowicza była australijska modelka Dolores McGuiness, którą Ed Wojnarowicz poślubił w Sydney w 1948 r., gdy mieli odpowiednio 16 i 26 lat. Oprócz Davida, mieli jeszcze dwoje dzieci – Stevena i Pat. Małżeństwo przetrwało 8 lat, a po rozstaniu wyłączne prawo do opieki nad dziećmi otrzymała matka. Wielokrotnie zmieniał miejsce zamieszkania, żyjąc m.in. z matką w New Jersey, rodziną ojca w Michigan, ojcem i jego nową żoną oraz kolejnymi dziećmi w New Jersey, ponownie z matką w Nowym Jorku. Częściowo zmiany miejsca zamieszkania wynikały z faktu, że ojciec nie zgadzał się z warunkami rozwodu, porwał dzieci i wywiózł na prowincję. W 1976 r. jego ojciec popełnił samobójstwo.
Uczęszczał do szkoły katolickiej. Z powodu dorastania w dysfunkcyjnej rodzinie w okresie nastoletnim częściowo żył na ulicy i tylko od czasu do czasu wracał do mieszkania matki. Był słabym uczniem. W wieku 16 lat zaczął się prostytuować na Times Square, a w wieku 17 lat zerwał więzi z matką i zaczął żyć wyłącznie na ulicy i w squatach. W tym okresie wielokrotnie padł ofiarą gwałtu ze strony klientów, cierpiał z powodu niedożywienia. W 1973 r. został przyjęty do ośrodka opiekuńczego i podjął pracę. W ośrodku poznał pisarza Johna Ensslina, który wprowadził go w podziemne środowisko literackie. Początkowo Wojnarowicz skupiał się na pisaniu, a okazjonalnie na rysunku, jednocześnie pracując w różnych księgarniach.
W 1975 r. Wojnarowicz zaczął podróż autostopem przez Stany Zjednoczone, po czym ostatecznie pod koniec lat 1970. osiadł w Nowym Jorku i związał się z tamtejszym środowiskiem artystycznym. W 1978 r. Wojnarowicz odwiedził w Paryżu swoją siostrę, tam też zakochał się pierwszy raz we fryzjerze Jeanie-Pierze Delage′u. Po powrocie do Nowego Jorku w 1979 r. podjął pracę jako pomocnik kelnera w klubach nocnych na Manhattanie. Tam też poznał i zaprzyjaźnił się z artystką Zoe Leonard, która pracowała jako szatniarka. Poznał również Keitha Haringa. Wraz z nimi stworzył zespół muzyczny 3 Teens Kill 4, ale odszedł z niego po 3 latach, by skupić się w swojej twórczości na sztukach wizualnych.
W początkach lat 1980. zbliżył się do środowiska East Village, w którym tworzyli Nan Goldin, Kiki Smith i Peter Hujar – ten ostatni był jego kochankiem, ale także mentorem i opiekunem. Podobnie jak inni artyści z East Village, pozostawał ignorowany przez renomowane galerie z centrum Nowego Jorku. To z tego powodu m.in. rozsypał krowie kości na schodach prestiżowej Leo Castelli's Gallery, zaczął dekorować malunkami wnętrza opuszczonych budynków wzdłuż rzeki Hudson, a po odmowie włączenia do wystawy w PS1 wypuścił podczas jej otwarcia karaluchy z doczepionymi uszami i ogonami królików. W 1984 r. miała miejsce jego pierwsza indywidualna wystawa, w Civilian Warfare Gallery w East Village, na której znalazły się odlewy gipsowe, obrazy i rzeźby, których przesłaniem była krytyka kapitalistycznych interesów i skorumpowanej polityki epoki prezydentury Ronalda Reagana. Wystawa ta stała się motorem jego dalszej kariery, i dzięki niej zaczął sprzedawać swoje prace oraz zyskiwać publiczność. Wraz ze wzrostem zaangażowania politycznego Wojnarowicz zmagał się z próbami cenzury swojej twórczości.
W 1986 r. Wojnarowicz poznał urzędnika miejskiego Toma Rauffenbarta i pozostał z nim związany do końca swojego życia. W tym samym roku Peter Hujar został zdiagnozowany jako nosiciel HIV i zmarł w 1987 r. Miesiąc później u Rauffenbarta zdiagnozowano HIV, a u Wojnarowicza wiosną 1988 r. Pod wpływem choroby i zgonów wielu znajomych, kochanków i obcych ludzi stał się gorącym obrońcą ludzi cierpiących na AIDS i zaangażował się w ruch ACT UP, który walczył o adekwatną reakcję rządu na kryzys. W tym okresie publikował ostre teksty krytykujące władze, m.in. za fakt przemilczenia przez cztery lata (1981–1984) faktu zidentyfikowania wirusa HIV. W 1989 r. Nan Goldin zaprosiła go do udziału w poświęconej epidemii wystawie Witnesses: Against Our Vanishing. Jego tekst umieszczony w katalogu wystawy Postcards from America, X-Rays from Hell, atakował wpływowych polityków i duchownych, co spowodowało wycofanie finansowania przez National Endowment for the Arts, ale po protestach finansowanie przywrócono z zastrzeżeniem, że nie obejmie katalogu. Ważnym wydarzeniem stała się jego retrospektywa Tongues of Flame (1990), gdyż prawicowy lobbysta Donald Wildmon z grupy American Family Association wyciął, powiększył i wysłał do każdego kongresmena obrazy aktów seksualnych ze zbioru Sex Series (1988–89). Wojnarowicz odniósł zwycięstwo w procesie, który wytoczył przeciwko American Family Association.
Od 1990 r. Wojnarowicz wykładał na Uniwersytecie Stanowym w Normal w stanie Illinois oraz na Uniwersytecie Artystycznym w Pensylwanii.
Zmarł 22 lipca 1992 r. w Nowym Jorku z powodu powikłań wynikających z AIDS w obecności Rauffenbarta i siostry Pat. Po jego pogrzebie odbył się w East Village marsz pod hasłem DAVID WOJNAROWICZ, 1954-1992, ZMARŁ NA AIDS Z POWODU ZANIEDBAŃ RZĄDU. Wojnarowicz chciał, by jego ciało porzucić na schodach dowolnego budynku rządowego. Nawiązując do ostatniej woli, Rauffenbart dołączył do akcji ACT UP, w ramach której w 1996 r. rozrzucił część jego prochów na trawnik Białego Domu, wcześniej pozostałe ich części rozsypano w Paryżu, Nowym Orleanie, Meksyku i na Christopher Street w Nowym Jorku.
Jego prace znajdują się m.in. w zbiorach Museum of American Art w Nowym Jorku i Walker Art Center w Minneapolis. W 2018 r. odbyły się: poświęcona mu retrospektywa w nowojorskim Whitney Museum of American Art oraz wystawa w galerii Loewe w Madrycie, a w 2019 r. wystawa w Instytucie Sztuki Współczesnej KW w Berlinie.

## Twórczość
Wojnarowicz był samoukiem. W trakcie swojej kariery zrezygnował z wypracowania jednolitego stylu i posługiwał się malarstwem, performance′em, filmem, muzyką, rzeźbą, słowem pisanym i fotografią, a poruszana przez niego tematyka obejmowała prawa obywatelskie i miejsce homoseksualistów w amerykańskiej popkulturze. Pomimo tego, jako charakterystyczne dla jego biografii można wymienić zegarki, mapy oraz amerykańską walutę. Wiele projektów Wojnarowicza bazuje na jego własnym życiu lub osób, z którymi się spotkał. Postrzegał outsiderów jako obiekt swojego zainteresowania. Było to związane z jego queerową tożsamością, a później także ze zdiagnozowanym HIV. Jego twórczość dokumentuje okres historii, obejmujący kryzys AIDS oraz wojnę kulturową przełomu lat 1980. i 1990. W swoich pracach odnosi się bezpośrednio do płci, duchowości, miłości i straty. Jego najbardziej znaną pracą jest czarno-biały film A Fire in My Belly (1986–1987).